# DNS-polimeráz ι
A DNS-polimeráz ι a POLI gén által kódolt enzim. A magasabbrendű élőlényekben található, és feltehetően a Pol η génduplikációjából ered. A Pol ι az Y-családba tartozó és a transzléziós szintézisben fontos DNS-polimeráz,. A 6-4 pirimidinadduktumokat és a bázismentes helyeket átugorja, és gyakran hibás bázist illeszt be. Más Y-családbeli polimerázokhoz hasonlóan a Pol ι processzivitása alacsony, DNS-kötő helye nagy, és nem változik meg DNS-kötéskor a szerkezete. Ezek teszik lehetővé a Pol ι általi transzléziós szintézist. A Pol ι csak Hoogsteen-bázispárokat használ, a DNS-szintézis során az adenint a szin-konformációjú timinhez, a citozint és a timint anti-konformációjú guaninhoz adja, melyet szin-konformációba fordít. Ez magyarázza nagy hatékonyságát és hűségét a templátban lévő A, C és G esetén, illetve alacsony hatékonyságát T esetén.

## Filogenetika
A Pol ι evolúciósan állandósult, és homológjai számos más élőlényben megtalálhatók. Más Y-családbeli DNS-polimerázokkal szemben azonban nem ismertek prokarióta, élesztő- vagy fonálféreg-homológjai. A legtöbb növényben nem ismertek POLI-homológok, azonban 7 zöldmoszatfajban, valamint a Selaginella moellendorffiiban azonosították.
Egyes feltételezések szerint a POLI a POLH duplikációjából nem sokkal a rovarok különválása előtt alakult ki, mivel a Drosophila melanogaster Pol ι-ja jobban hasonlít a Saccharomyces cerevisiae Pol η-jához, mint a humán Pol ι-hoz. A Pol η a Pol ι legközelebbi ortológja emlősökben.
Mivel a Pol ι-t csirkesejtekben nem azonosították, eleinte úgy gondolták, hogy nem fordul elő madarakban Pol ι, azonban később több mint 50 madárfajban azonosították.

## Szerkezet
A humán Pol ι mintegy 80 kDa-os fehérje 715 aminosavval. Egyes referenciaszekvenciák, például az NM_007195.2 szerint 740 aminosavas további 25 N-terminális aminosavval, azonban kísérleti bizonyítékok szerint a 715 aminosavas az elsődleges izoforma.
Szekvenciahomológia-hiánya ellenére a Pol ι a többi DNS-polimerázhoz hasonlóan egy jobb kézre hasonlít ujj- (38–98. aminosav), hüvelykujj- (225–288.) és tenyéraldoménekkel (25–37., 99–224.), melyek együtt alkotják az aktív helyet, mely az Y-család polimerázaiban állandósult és N-terminális. A többi Y-családbeli polimerázhoz hasonlóan és a hagyományosaktól eltérően nincs 3’–5’-exonukleáz-doménje, viszont rendelkezik „kisujjaldoménnel” (más néven polimerázasszociált vagy csuklódomén; 298–414.).

## Mutációs elemzés
A Pol ι G:T bázispárosodási hibája feltehetően kizárólag emlősökben fordul elő. 

## Funkció
Korábban a DNS-polimeráz ι-t egyszerűen a DNS-polimeráz η hibára hajlamos változataként ismerték. Azonban különös jellemzői és feltételezett funkciói és ismert szabályzása alapján önálló szerepe lehet. Mégis bár sok elemzés számol be a transzléziós szintézisről és az Y-családról, ahová a Pol ι is tartozik, kevés cikk foglalkozott 2020-ig kifejezetten a Pol ι-val.
McDonald et al. 2001-es tanulmánya a Pol ι-t „erkölcstelen” polimeráznak nevezte a templáton lévő A, C és G nukleotidokkal szembeni helyeken, mivel „tudja, mely bázis a megfelelő, de nem foglalkozik vele, és gyakran hibázik”, míg T esetén „amorálisnak”, mivel „nem tudja megkülönböztetni a helyes és a helytelen nukleotidot”, mivel a G-t közel ugyanolyan hatékonyan tudja beilleszteni, mint a helyes A-t, továbbá a G-t 3-szor gyakrabban illeszti be, mint az A-t. Ezek mutációt okozhatnak, és a Pol ι gyakran transzléziós szintézist is végez.
A DNS-polimeráz ι nem képes cisz-szin timindimeren túl replikációra, és nem illeszt be a dimer 3’-T-jével szemben nukleotidot, azonban képes (6–4) T–T fototermékkel vagy bázismentes hellyel szemben nukleotid elhelyezésére.
Noha önmagában kevéssé hatékony és gyakran hibázik, a proliferálósejt-magantigén (PCNA), az RFC és a replikációs protein A (RPA) a DNS-szintézis hatékonyságát és hűségét növeli.
Feltűnően gyakran használ dTTP-t, és gyakran mind a 4 nukleotid jelenlétében is csak 2–3 nukleotiddal bővíti a primert, továbbá gyakrabban tart szünetet a templáton lévő G, mint más nukleotid esetén.
Hogy homológjai sok más eukariótában, például egérben és Drosophila melanogasterben is ismertek, alátámasztja, hogy a hibára hajlamos POLI jelenléte evolúciós előnyt jelenthet ezen élőlényeknek – vannak esetek, mikor hasznos lehet az alacsony hűségű polimeráz, például az immunglobulinok változó régióinak mutációja, mely elegendő genetikai diverzitást ad a hatékony immunválaszhoz. Tissier et al. (2000) azt figyelték meg, hogy a DNS-polimeráz ι, mivel viszonylag pontos a templát-A-replikációkor, kevesebb mutációt okoz T-ről, míg hogy nagyobb hibagyakorisága templáton lévő T esetén azt okozza, hogy az A-tól való eltérések gyakoribbak. Ezenkívül az, hogy adott körülmények közt a Pol ι képes bővítésre hibásan párosított nukleotidok esetén, azt jelenti, hogy az IgV-génekben lévő tandem mutációkhoz is hozzájárul.

### Aktivitás és ionkoncentráció
A Pol ι 0,05–0,25 mM Mn2+ jelenlétében a {\displaystyle K_{m}} csökkenése révén 30–60 000-szer aktívabb, mint Mn2+ nélkül. Bár a G–T bázispárok 1,4–2,5-szer gyakoribbak 0,25, illetve 5 mM Mg2+ mellett, a megfelelő A beillesztése a G-énél gyakoribb 0,075 mM Mn2+ esetén. Ezenkívül a Mn2+ jelenléte növelte a Polι DNS-lézión való áthaladó képességét. A polι nagyobb affinitást mutat Mn2+-ra, mint Mg2+-ra.

## Klinikai jelentőség

### Xeroderma pigmentosum-variáns
A xeroderma pigmentosum-variáns (XPV) sejtekben nincs DNS-polimeráz η, ezért helyette DNS-polimeráz ι-t használnak. Az XPV-sejtek kitettsége UV-fénynek nagy gyakoriságú és egyedi spektrumú UV-indukált mutációt mutatnak, mely rosszindulatú elváltozásokat okozhat.

### Rák
Erős a korreláció a Pol ι-expresszió szintje és az œsophagealis laphámrák incidenciája közt.

## Fordítás
Ez a szócikk részben vagy egészben  a   POLI című angol Wikipédia-szócikk ezen változatának fordításán alapul.  Az eredeti cikk szerkesztőit annak laptörténete sorolja fel. Ez a jelzés csupán a megfogalmazás eredetét és a szerzői jogokat jelzi, nem szolgál a cikkben szereplő információk forrásmegjelöléseként.